# أسود مثلي
كتب الصحفي الأبيض جون هاورد غريفين كتاب أسود مثلي ونشره لأول مرة عام 1961، وهو كتاب واقعي تدور أحداثه حول تجربته الشخصية في الجنوب العميق في الولايات المتحدة الأمريكية، حيث عانى الأفريقيون الأمريكيون من العزل العنصري. وُلِد غريفين في مدينة مانسفيلد في ولاية تكساس، وشرع يومًا بجعل بشرته أغمق لفترة مؤقت حتى يراه الآخرون أسود. سافر كريفين خلال ستة أشهر عبر مناطق العزل العنصري في كلٍ من لويزيانا ومسيسيبي وألاباما وأركانسو وجورجيا، وذلك ليعيش تجربة الحياة من الجهة المقابلة في المجتمع العنصري. موّلت مجلة سيبيا المشروع مقابل الحصول على الحق في نشر النتائج في سلسلة من المقالات أولاً.
دوّن غريفين تجربته في دفتر مذكراته، فكُتِب الكتاب على أساس ما وُجِد في المذكرة من مئة وثمان وثمانين صفحة. كانت العلاقات العنصرية في الولايات المتحدة متوترة بشكل خاص في الوقت الذي بدأ فيه غريفين مشروعه عام 1959. وأُخِذ عنوان الكتاب من آخر شطر من قصيدة تغيرات الأحلام لـلانغستون هيوز.
أُنتِج فلم أسود مثلي عام 1964 ببطولة جيمس ويتمور، ونشر روبرت بانوزي بعد جيل كامل سيرةً ذاتيةً لغريفين وهذه الأحداث وحياته بعنوان رجل في المرآة: جون هاورد غريفين وقصة أسود مثلي (1997).

## بيان الرحلة
ذهب جون هاورد غريفين نهايات عام 1959 إلى بيت صديقه في مدينة نيو أورلينز في ولاية لويزيانا، وأخذ بإرشاد طبيب جلديةٍ هناك لجرعات كبيرة من علاج مرض البهاق المعروف بالميثوكزالين، وكان يقضي ما يقارب الخمس عشرة ساعةً يوميًا لمدة أسبوع تحت مصباحٍ للأشعة فوق البنفسجية. وكان يخضع غريفين لتحليلات الدم باستمرار للتيقن من سلامة كبده. لم تنجح العملية بجعل بشرته أغمق بشكل مثالي، لذا كان غريفين يتممها باستخدام الأصباغ. حلق غريفين شعره البني بالكامل ليخفي أنه شعر سَبط. ثم بدأ غريفين برحلته في الجنوب التي استمرت لمدة ستة أشهر بعد أن تبين له أن الناس يرونه رجلاً أفريقيًا أمريكيًا.  سافر دون روتليج معه ليوثّق التجربة بالصور.
التزم غريفين بقاعدة خلال رحلته، وهي ألا يغير اسمه أو هويته مطلقًا؛ فإن سألوه من كان أو ماذا كان يفعل، أجابهم بالحقيقة. قرر في البداية أن يقلل من الكلام قدر المستطاع ليسهل انتقاله إلى البيئة الاجتماعية للسود في جنوب الولايات المتحدة الأمريكية. اعتاد أن يرمقه البيض بنظرات الكره في كل مكان.
لم يميزه الكثير من الناس الذين اعتادوه رجلاً أبيض بعد أن تخفّى، مثل ستيرلنغ ويليمز ملمّع الأحذية في الحارة الفرنسية، والذي اعتبره غريفين صديقًا. لمّح ستيرلنغ قائلاً أنه يرتدي حذاءً غير عاديًا يشبه حذاء شخص آخر يعرفه، ولكنه لم يستطع ان يميزه حتى أخبره غريفين بهويته بشكل مباشر. وكان قرار غريفين بإخباره بهويته ومشروعه لحاجة ضرورية، فقد أراد المساعدة من شخص بمقدرته أن يسّهل له الدخول في مجتمع السود، واختار ستيرلنغ لذلك.
تحدث مع غريفين في نيو أورلينز بائع في أحد المحلات عن صعوبة إيجاد مكان لاستخدام الحمام، حيث قُسّمت المرافق العامة ومُنع السود من دخول كثيرٍ منها. ثم غيّر الموضوع من سؤال عن كنيسة كاثوليكية إلى مزحة عن الدعاء للحصول على مكان مناسب لقضاء الحاجة.
أراد غريفين وهو في رحلة في الحافلة أن يعطي مقعده لامرأة بيضاء، إلا أن نظرات عدم الرضا من السود أوقفته عن ذلك. ظن أنه توصل للحظة تقدّم مع هذه المرأة، ولكن سرعان ما شتمته وتحدثت مع الراكبين البيض الآخرين عن مدى زيادة وقاحة السود.
قرر غريفين إنهاء رحلته في أواخر شهر نوفمبر في مدينة مونتغومري في ولاية ألاباما، إذ أمضى ثلاثة أيامٍ بعيدًا عن ضوء الشمس وتوقف عن أخذ علاج البهاق. ثم دخل بهدوءٍ إلى المجتمع الأبيض في مونتغومري بعد أن عادت بشرته إلى لونها الطبيعي، فصُدِم بلُطف تعامل الناس معه هناك.

## الاستجابة
حظى غريفين برسائل دعم عدةٍ بعد نشر كتابه، ووضّح أن هذه الرسائل ساعدته في فهم التجربة أكثر. لم يتعرض غريفين للكثير من الرسائل التي تعارض فكرته.
أصبح غريفين مشهورًا على مستوى الأمة لفترة من الزمن، ثم ذُكر في إحدى المقالات المنشورة في النسخ الجديدة من كتابه عام 1975 أنه تعرض للعداء والتهديد بحياته وحيوات أهله في مسقط رأسه؛ مدينة مانسفيلد في ولاية تكساس، وكان هذا السبب في انتقاله إلى المكسيك لبضعة سنين لضمان سلامته.
تعرض غريفين للتعنيف عام 1964، إذ هاجمته مجموعة من الرجال البيض عندما توقف في مسيسيبي لإصلاح إطار سيارته، فضربوه بالسلاسل وكان من الواضح أن هذا الهجوم مرتبط بكتابه. أخذت فترة شفائه خمسة أشهر تقريبًا.

## التجارب السابقة
حاول الصحفي راي سبرغل في مجلة بيتسبرغ بوست كازيت تجربة مماثلة قبل عقد من السنين، إذ تنكّر راي ليسافر إلى الجنوب العميق لمدة شهر في ماي من عام 1948، مع جون ويزلي دوبز، القائد السياسي والاجتماعي لأتلانتا، مع دليل وفّرتهُ الجمعية الوطنية للنهوض بالملونين. كتب سبرغل سلسلة مكونة من واحد وعشرين مقالًا في شهر أغسطس بعنوان «كنت زنجيًا في الجنوب لثلاثين يومًا»، والتي بيعت مباشرة لأربع عشرة صحيفة ومن ضمنها صحيفة نيويورك هيرالد تربيون. استخدم سبرغل مقالاته أساسًا لكتابه الذي نشره عام 1949 بعنوان في أراضي جيم كرو. وقد دخل ستايغروالد في تفاصيل رحلة سبرغل السريّة والتأثير الذي تركته مقالاته في البلاد في كتابه «ثلاثون يومًا كرجلٍ أسود» المنشور عام 2017.

## تاريخ النشر
موّلت مجلة سيبيا المشروع مقابل الحصول على الحق في نشر النتائج في سلسلة من المقالات أولًا، والتي نُشرت بعنوان رحلة إلى الخزي.

## تأثيرها على الثقافة الشعبية
أُخِذ عنوان أغنية ميكي كايتون بلاك لايك مي (Black Like Me) من الكتاب.